# Listerkyrkan
Listerkyrkan är en kyrka i Hällevik 1 mil sydöst om Sölvesborg. Listerkyrkan tillhör Listers EFS missionsförening, Sölvesborg, en missionsförening inom Svenska kyrkan. Kyrkan invigdes 1977 och ligger inom Mjällby församling i Svenska kyrkan.